# Drymophilacris monteverdensis
Drymophilacris monteverdensis är en insektsart som beskrevs av Marius Descamps och David M. Rowell 1978. Drymophilacris monteverdensis ingår i släktet Drymophilacris och familjen gräshoppor. Inga underarter finns listade i Catalogue of Life.